# آلان ديغل
آلان ديغل هو لاعب هوكي جليد كندي، ولد في 24 أغسطس 1954 في تروا ريفيير في كندا.

## وصلات خارجية
- آلان ديغل على موقع دوري الهوكي الوطني (الإنجليزية)
- آلان ديغل على موقع EliteProspects.com (الإنجليزية)
- آلان ديغل على موقع Eurohockey.com (الإنجليزية)
- آلان ديغل على موقع HockeyDB.com (الإنجليزية)
- آلان ديغل على موقع Hockey-Reference.com (الإنجليزية)